# Carnival (canción de Kanye West y Ty Dolla Sign)
«Carnival» (estilizado todo en mayúsculas) es una canción del superdúo estadounidense ¥$ (compuesto por el raperos Kanye West y Ty Dolla Sign), con la participación de los raperos estadounidenses Rich the Kid y Playboi Carti. Fue lanzado a través de un paquete de sencillos en servicios de streaming el 15 de febrero de 2024, como el tercer sencillo del álbum colaborativo del superdúo Vultures 1. El paquete también incluye la «Hooligan Version», donde sólo está presente el coro, y una versión «a capela». La portada del sencillo digital consta de una toma fija de un breve clip promocional del álbum, realizado por Jon Rafman.
Producida por West, TheLabCook, Ojivolta y Digital Nas, la canción fue vista previa durante eventos de escucha en Chicago y Nueva York poco antes de su lanzamiento oficial. La canción se vio envuelta en una controversia porque Ozzy Osbourne se negó a permitir que los raperos usaran un sample de su versión en vivo de «Iron Man». La muestra sería reemplazada por una de «Hell of a Life» de West, que a su vez contenía una interpolación legalmente autorizada de «Iron Man».
Después de su lanzamiento, «Carnival» atrajo el escrutinio por la mención de West a Taylor Swift, además de compararse con figuras públicas controvertidas como R. Kelly, Bill Cosby, Puff Daddy y otros. No obstante, fue elogiada como una de las mejores canciones de Vultures 1, con elogios por su producción y las interpretaciones de sus colaboradores.

## Antecedentes y lanzamiento
Los raperos trap estadounidenses Playboi Carti y Rich the Kid tiene apariciones especiales acreditadas en la canción. Versiones filtradas de «Carnival» circularon en línea antes de su lanzamiento oficial. La canción fue vista previa en una fiesta de escucha de Vultures celebrada en el United Center en Chicago el 8 de febrero. Esta versión de «Carnival» utilizó un sample de una presentación en vivo de 1983 de «Iron Man» de Black Sabbath. El cantante principal de la banda, Ozzy Osbourne, afirmó que no aprobaba este sample. En una publicación en las redes sociales, escribió que a West «se le negó el permiso porque es un antisemita y ha causado un dolor incalculable a muchos». La esposa y mánager de Osbourne, Sharon, dijo a TMZ que estaban considerando emprender acciones legales contra West; los Osbourne también enviaron a West un cese y desista.
Otra fiesta de escucha se llevó a cabo el 10 de febrero en el UBS Arena de Long Island. «Carnival» se reprodujo cuando comenzó el evento, y en esta versión se reprodujo un sample de «Hell of a Life» del propio West (de su álbum de 2010 My Beautiful Dark Twisted Fantasy) en lugar del sample de «Iron Man». Esto mantuvo efectivamente la presencia de «Iron Man», ya que «Hell of a Life» interpola la canción.

## Composición y letra

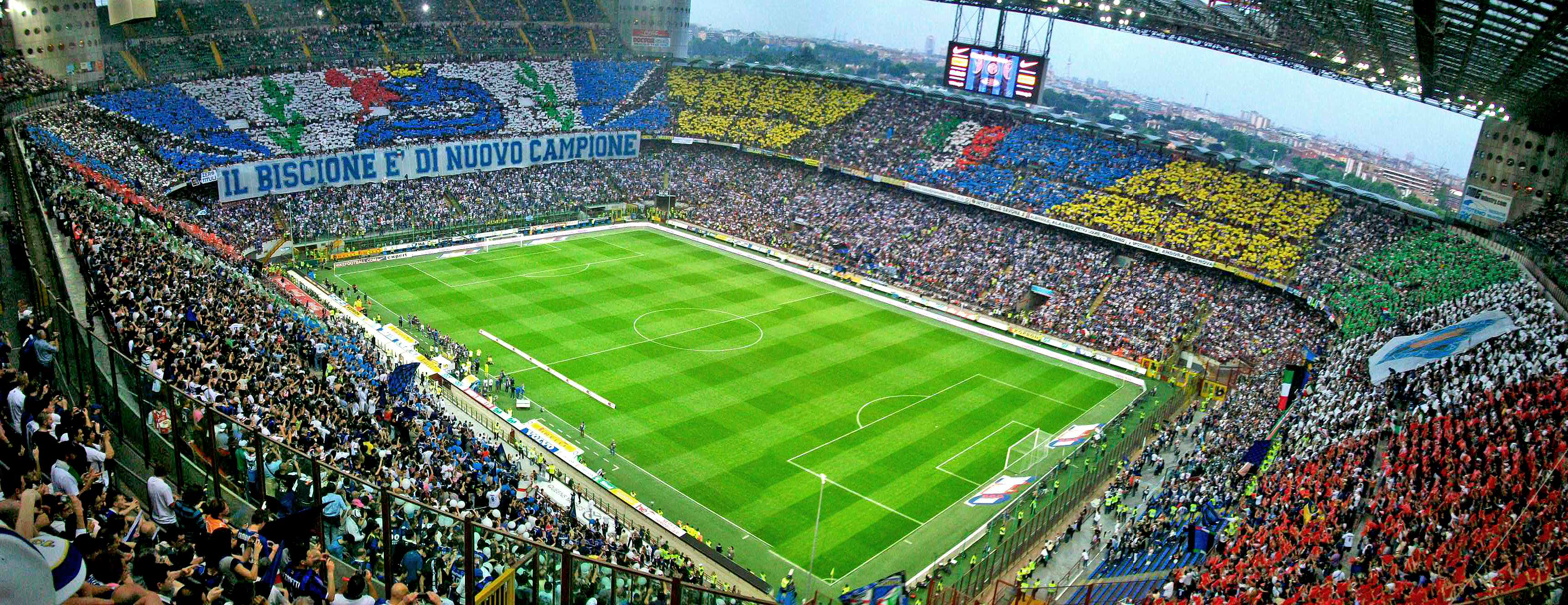
West reclutó a los ultras del club de fútbol italiano Inter de Milán (en la foto) para que hicieran los coros en «Carnival».

La canción comienza con un canto que está «puntuado por las voces de la multitud haciendo 'ooohhh'» y presenta una «percusión que induce aplausos en todo momento». El cántico fue interpretado por los ultras del club de fútbol italiano Inter de Milán llamados «Curva Nord Milano». Sonoramente, la canción da la impresión de «energía oscura» según Marc Griffin de Vibe; cuando estuvo disponible para transmisión, «un corte parecido a un canto fúnebre que evocaba a Black Sabbath sin usar la grabación de Osbourne estaba en lugar de la muestra [«Iron Man»]». De hecho, la versión del álbum de la pista tiene el sample de «Hell of a Life», manteniendo la presencia de una interpolación de «Iron Man». Michael Saponara de Billboard escribió que la muestra sustitutiva ayuda a «darle el toque grunge» a «Carnival».
En su letra, la canción hace varias referencias a otras figuras públicas y compañeros músicos. West rapea en la canción «This that Game of Thrones, Yeezy, not the clones / Elon, where my rocketship? It's time to go home / They served us the porn since the day we was born / Anybody pissed off, gotta make 'em drink the urine / Now I'm Ye-Kelly, bitch, now, I'm Bill Cosby, bitch / Now, I'm Puff Daddy rich, that's '#MeToo me' rich» («Esto es Game of Thrones, Yeezy, no los clones / Elon, ¿dónde está mi cohete? Es hora de volver a casa / Nos sirvieron el porno desde el día que nacimos / Si alguien está cabreado, tiene que hacerlo beber la orina / Ahora soy Ye-Kelly, perra, ahora soy Bill Cosby, perra / Ahora, soy Puff Daddy rico, eso es '#MeToo' rico». West también rapea «I'm the new Jesus, bitch, I turn water to Cris / This for what they did to Chris, they can't do shit with this» («Soy el nuevo Jesús, perra, convierto agua a Cris / Esto por lo que le hicieron a Chris, no pueden hacer una mierda con esto»). 
Varios medios de comunicación destacaron en particular la referencia de la canción a Taylor Swift, con quien West ha tenido una larga disputa. West rapea: «I made six Taylor Swift, since I had the Rollie on the wrist» («Hice seis Taylor Swift, desde que tenía el Rollie en la muñeca»).

## Recepción
«Carnival» recibió críticas generalmente positivas de los críticos. Gran parte de la recepción crítica de la canción, así como la reacción del público, se centró en sus letras. Los redactores de los medios notaron que los oyentes en general criticaron la referencia de West a Swift, y algunos fanáticos citaron que estas letras eran «cosificantes». Joey Ech de XXL escribió que la letra de West en la que «se alineaba con» gente como R. Kelly y Bill Cosby se incluyó en «quizás uno de sus versos más sorprendentes hasta la fecha».
Elogiando la producción y las letras de Ye y Ty Dolla Sign como algunas de las mejores del álbum, Michael Saponara de Billboard clasificó «Carnival» como la mejor canción de Vultures 1, y opinó que es«el ejemplo perfecto de por qué la gente aguanta todas las controversias, retrasos de álbumes y la locura que conlleva ser fan de Ye porque nadie en el rap crea momentos generacionales como este». Saponara también escribió positivamente sobre las apariciones de Rich the Kid y Playboi Carti en la canción, afirmando que Ye sacó lo mejor de sus colaboradores.
Escribiendo sobre Vultures, Eric Skelton de Complex escribió que «más que nada, parece que [West] quiere un éxito. Más específicamente, está buscando el tipo de hit expansivo que podrían cantar decenas de miles de personas en un estadio de fútbol», y señaló a «Carnaval» como el «ejemplo más evidente» de este objetivo.